# Damdiny Süldbajar
Damdiny Süldbajar (mongolisch Дамдины Сүлдбаяр; * 1. Juli 1981) ist ein mongolischer Judoka.
Er kämpfte in der Gewichtsklasse Leichtgewicht.
Seine internationale Qualifikation erlangte er bei den Asienspielen 2002, wo er jedoch knapp die Bronzemedaille im Kampf gegen Egamnazar Akbarov aus Usbekistan verfehlte. Im folgenden Jahr gewann er die Bronzemedaille bei den Asienmeisterschaften. Bei den Olympischen Sommerspielen 2004 in Athen schied er im Viertelfinale aus.
Später trat er bei Mixed-Martial-Arts-Kämpfen an. Er gewann seinen ersten Kampf bei Cagezilla 52 durch ein K. o. in der ersten Runde.

## Familie
Süldbajar ist der Sohn des Judoka Tsendiin Damdin, der bei den Olympischen Sommerspielen 1980 in Moskau eine Silbermedaille errang.